# 1980 у Миколаєві
| Роки в Миколаєві ← • 1901 • 1902 • 1903 • 1904 • 1905 • 1906 • 1907 • 1908 • 1909 • 1910 • 1911 • 1912 • 1913 • 1914 • 1915 • 1916 • 1917 • 1918 • 1919 • 1920 • 1921 • 1922 • 1923 • 1924 • 1925 • 1926 • 1927 • 1928 • 1929 • 1930 • 1931 • 1932 • 1933 • 1934 • 1935 • 1936 • 1937 • 1938 • 1939 • 1940 • 1941 • 1942 • 1943 • 1944 • 1945 • 1946 • 1947 • 1948 • 1949 • 1950 • 1951 • 1952 • 1953 • 1954 • 1955 • 1956 • 1957 • 1958 • 1959 • 1960 • 1961 • 1962 • 1963 • 1964 • 1965 • 1966 • 1967 • 1968 • 1969 • 1970 • 1971 • 1972 • 1973 • 1974 • 1975 • 1976 • 1977 • 1978 • 1979 • 1980 • 1981 • 1982 • 1983 • 1984 • 1985 • 1986 • 1987 • 1988 • 1989 • 1990 • 1991 • 1992 • 1993 • 1994 • 1995 • 1996 • 1997 • 1998 • 1999 • 2000 • → |

1980 у Миколаєві — список важливих подій, що відбулись у 1980 році в Миколаєві. Також подано перелік відомих осіб, пов'язаних з містом, що народились або померли цього року, отримали почесні звання від міста.

## Події
- 28 липня закінчилося будівництво першої черги Миколаївського глиноземного заводу — найбільшого в Україні і одного з найбільших в Європі підприємств кольорової металургії[1].
- Миколаївський об'єднаний авіазагін переїхав на нове місце, розташоване у декількох кілометрах від старої зони.
- Миколаївський спортсмен Віктор Погановський став олімпійським чемпіоном на московській Олімпіаді в командних змаганнях із подолання перешкод, виступаючи у складі збірної СРСР, а Антоніна Пустовіт — срібним призером у складі четвірки парної з рульовою.

## Особи

### Очільники
- Голова виконавчого комітету Миколаївської міської ради — Іван Канаєв.
- 1-й секретар Миколаївського міського комітету КПУ — Едуард Шорін.

### Почесні громадяни
- У 1980 році звання Почесного громадянина Миколаєва не присвоювалось.

### Народились
- Данько Тарас Григорович (нар. 3 липня, 1980, Київ) — український борець греко-римського стилю, бронзовий призер чемпіонату світу, переможець, срібний та бронзовий призер чемпіонатів Європи, срібний призер Кубку світу, бронзовий призер ХХІХ літніх Олімпійських ігор в Пекіні. Заслужений майстер спорту України. З 2008 року тренувався у Миколаєві[2], де йому допомагав готуватися до Олімпіади Заслужений тренер України Юлай Тупєєв[3].
- Чечер В'ячеслав Леонідович (15 грудня 1980, Миколаїв) — український футболіст, захисник луганської «Зорі», у минулому — гравець національної збірної України.
- Штанько Артем Анатолійович (6 вересня 1980) — український футболіст, воротар. У складі футбольного клубу «Миколаїв» провів 64 матчі.
- Чертоганов Олександр Юрійович (нар. 8 лютого 1980, Дніпропетровськ) — азербайджанський футболіст українського походження, півзахисник. Провів 52 матчі за національну збірну Азербайджану. У складі футбольного клубу «Миколаїв» провів 85 матчів, забив 10 голів.
- Думенко Костянтин Миколайович (нар. 25 січня 1980 року, село Одрадокам'янка Бериславський район Херсонська область) — український вчений в галузі техніки і технологій виділення насіння овоче-баштанних культур та надійності складних технічних систем, доктор технічних наук, доцент. Закінчив Миколаївський державний аграрний університет. У 2013—2014 роки декан інженерно-енергетичного факультету Миколаївського національного аграрного університету.
- Іщенко Іван Іванович (борець) (нар. 19 травня 1980, Миколаїв) — український борець вільного стилю, срібний призер чемпіонату Європи, срібний та бронзовий призер Кубків світу, учасник Олімпійських ігор. Майстер спорту України міжнародного класу з вільної боротьби.
- Саражан В'ячеслав Григорович (25 лютого 1980, Миколаїв — 24 серпня 2014, Войковський) — підполковник Національної гвардії України.
- Крутоголов Єгор Григорович (нар. 6 липня 1980, Миколаїв) — український телеведучий, актор, художній керівник «Дизель Студіо», учасник «Дизель Шоу».
- Горбуров Кирил Євгенович (нар. 28 березня 1980, Миколаїв) — кандидат історичних наук (2007 р.), заслужений юрист України (2018 р.), депутат Миколаївської міської ради VII скликання (2015 р.).
- Кедун Іван Станіславович (нар. 25 грудня 1980, Миколаїв) — науковець, археолог, викладач, педагог.
- Бербат Сергій Костянтинович (нар. 11 листопада 1980, Кіровоград, УРСР) — український футболіст, півзахисник. У складі футбольного клубу «Миколаїв» провів 67 матчів, забив 2 голи.
- Кузьменко Олександр Сергійович (26 вересня 1980, Миколаїв — 19 листопада 2017, Кам'янка) — прапорщик Збройних сил України, учасник російсько-української війни. Нагороджений медаллю «За військову службу Україні».
- Монахова Тетяна Василівна нар. 2 липня 1980, Миколаїв) — докторка філологічних наук, завідувачка кафедри журналістики ЧНУ ім. П. Могили, перша уповноважена із захисту державної мови (27 листопада 2019 року — 7 травня 2020)[4].
- Замазєєва Ганна Володимирівна нар. 26 жовтня 1980, місто Миколаїв Миколаївської області) — українська діячка місцевого самоврядування, голова Миколаївської обласної ради з 9 грудня 2020 року[5].

### Померли
- Калашников Федір Іванович (нар. 16 (29) травня 1914, Миколаїв — пом. 12 серпня 1980, Фастів) — український театральний актор.
- Скобець Євген Мусійович (нар. 1908, Матвіївка, нині у складі Миколаєва — 1980, Київ) — вчений у галузі неорганічної та аналітичної хімії.
- Масикевич Орест Сидорович (нар. 9 серпня 1911, Неполоківці, Герцогство Буковина — пом. 8 жовтня 1980, Буфтя, Ілфов, Румунія) — український поет, перекладач, журналіст, громадський діяч, член ОУН. Бургомістр Миколаєва з 23 серпня до 24 грудня 1941 року.
- Громашевський Лев Васильович (нар. 1 (13) жовтня 1887, Миколаїв — пом. 1 травня 1980, Київ) — видатний український радянський епідеміолог, розробник вчення про механізми передачі інфекції, оригінальної класифікації інфекційних хвороб, організатор системи санітарно-епідеміологічних станцій в СРСР. Академік АМН СРСР, Заслужений діяч науки УРСР, Герой Соціалістичної Праці.
- Васляєв Володимир Олександрович (нар. 8 січня 1924, селище Лозова Павлівка (тепер у складі міста Брянка) Луганської області — пом. 4 жовтня 1980, місто Миколаїв) — радянський державний і партійний діяч, перший секретар Миколаївського обласного комітету КПУ. Член Ревізійної Комісії КПУ в 1966—1971 р. Член ЦК КПУ в 1971—1980 р. Кандидат у члени ЦК КПРС у 1976—1980 р. Депутат Верховної Ради УРСР 7—8-го скликань. Депутат Верховної Ради СРСР 9—10-го скликань.
- Печений Михайло Федорович (нар. 8 листопада (21 листопада) 1906, Миколаїв — пом. 14 листопада 1980, Львів) — радянський футболіст, тренер і спортивний арбітр,  Заслужений тренер УРСР (1961), суддя республіканської категорії.
- Юр'єв Валер'ян Олексійович (нар. 26 червня 1937 Лозуватка — пом. 6 листопада 1980, Миколаїв) — український поет, перекладач, літературний критик, член Спілки письменників України.
- Аркас Микола Миколайович (третій) (нар. 27 вересня 1898, Миколаїв — 27 лютого 1980, Гардінер, штат Мен) — український філолог-еллініст, перекладач, історик, доктор філософії (1926), автор першого у новітній українській літературі перекладу «Іліади». Син доньки Миколи Аркаса (1852—1909) Оксани і народного учителя Я. Самойленка.
- Леута Станіслав Вікентійович (нар. 20 січня (2 лютого) 1903, Миколаїв, за іншими даними — Новий Двір, Віленська губернія, Російська імперія (зараз — Гродненська область, Білорусь) — пом. 28 січня 1980, Москва) — радянський футболіст, нападник, півзахисник, тренер. Заслужений тренер РСФСР.
- Коптєв Анатолій Андрійович (нар. 20 березня 1926, Братський Посад — пом. 3 червня 1980, Миколаїв) — український радянський скульптор, художник і педагог; член Спілки художників України з 1967 року.
- Максименко Михайло Прокопович (нар. 1902, Миколаїв — пом. червень 1980, Одеса) — український радянський партійний діяч, завідувач адміністративного відділу Одеського обласного комітету КПУ, секретар Одеського обласного комітету КПУ.